# Giochi erotici nella terza galassia
Giochi erotici nella terza galassia è un film del 1981, diretto da Bitto Albertini (accreditato come Ben Norman).

## Trama
L'equipaggio di un'astronave affronta un malvagio sovrano galattico per governare l'universo.

## Info
Il film è conosciuto in USA col titolo Escape from Galaxy 3 anche se durante le distribuzioni hanno preferito usare il titolo Starcrash II o Star Lovers, and Space Trap, il titolo Starcrash II fu usato per il successo del film Scontri stellari oltre la terza dimensione col titolo in USA Starcrash.